# Barricada
Barricada est un groupe espagnol de rock radical, originaire de la Chantrea, à Pampelune, Navarre, actif entre 1982 et 2013. La brutalité de ses compositions, à mi-chemin entre le hard rock, le punk rock et le heavy metal, le classe dans le panorama du rock urbano. Avec 15 albums studio et plus de 1 000 concerts derrière lui, il est l'un des groupes les plus ancrés dans la scène du rock espagnol, certifié disque de diamant pour plus d'un million d'albums vendus tout au long de son existence.

## Histoire
Le groupe est formé à l'origine par Enrique Villarreal (El Drogas), qui venait d'effectuer son service militaire obligatoire à l'âge de 20 ans et qui a décidé de créer un nouveau projet musical. La première formation du groupe est composée par Enrique Villarreal (El Drogas, voix et basse) ; Javier Hernández (Boni, voix et guitare) ; et José Landa (batteur du groupe Kafarnaún). Ensemble, ils donnent leur premier concert le 18 avril 1982 à la Plaza de la Chantrea, à Pampelune ; à ce premier concert, El Drogas, qui porte une cape rouge et noire, et porte un crâne à la main. Après ce concert, José Landa est remplacé par Mikel Astrain et, plus tard, au mois d'octobre de la même année, Sergio Osés se joindra à la voix et à la guitare.
Leur premier album, Noche de rock and roll, est enregistré en seulement deux jours, du fait que l'enregistrement original, avec Ramoncín à la production, n'a finalement pas pu être édité car il ne pouvait pas se charger du mixage. Il finit par être produit par Marino Goñi, et est publié par le label indépendant Soñua en 1983. En 1988 sort leur cinquième album, Rojo, qui comprend des morceaux notables comme Animal caliente, Abrir y cerrar et La hora del carnaval.
En 2010 sort un livre biographique sur Barricada, écrit par Fernando F. Garayoa et David Mariezkurrena, intitulé ElectricAos, couvrant 28 années d'existence à travers les avis et commentaires de musiciens tels que Rosendo Mercado, Loquillo, Fito Cabrales, Andrés Calamaro, Iván Ferreiro et Carlos Tarque, entre autres.
Le 2 décembre 2011, Enrique Villarreal annonce sur le site web de son groupe parallèle Txarrena, son éviction de Barricada. Le lendemain, Boni, Alfredo et Ibi publient une déclaration dans laquelle ils indiquent qu'ils n'étaient pas disposés à passer plus de temps avec lui. Ils annoncent également l'enregistrement d'un nouvel album Flechas cardinales, qui est publié en avril 2012, aux côtés du nouveau membre Ander Izeta (Stygia, Eraso!) à la basse.
Le 1er octobre 2013, Javier Hernández (Boni) annonce son départ du groupe pour commencer un autre projet plus personnel, puis Alfredo Piedrafita confirme sa séparation définitive après un concert le 23 novembre au Pabellón Anaitasuna à Pampelune.

## Membres
- Enrique Villarreal (El Drogas) - chant, basse, chœurs (1982–2011)
- Javier Hernández (Boni) - chant, guitare, chœurs (1982–2013)
- Mikel Astrain - batterie (1982–1984)
- Sergio Oses - guitare, chant (1982–1983)
- Alfredo Piedrafita (Alf) - chant, guitare, chœurs (1983–2013)
- Fernando Coronado -  batterie (1984–2002)
- Ibon Sagarna (Ibi) - batterie, chœurs (2002–2013)
- Ander Izeta - basse, chœurs (2012–2013)

## Discographie

### Albums studio
- 1983 : Noche de rock and roll
- 1985 : Barrio conflictivo
- 1986 : No hay tregua
- 1987 : No sé qué hacer contigo
- 1988 : Rojo
- 1989 : Pasión por el ruido
- 1991 : Por instinto
- 1992 : Balas blancas
- 1994 : La Araña
- 1996 : Insolencia
- 2000 : Acción directa
- 2002 : Bésame
- 2004 : Hombre mate hombre
- 2009 : La Tierra está sorda
- 2012 : Flechas cardinales

### Autres
- 1990 : Barricada (double album live)
- 1990 : Barricada 83-85
- 1995 : Los singles
- 1997 : Salud y rocanrol (album live)
- 2008 : Otra noche sin dormir (CD+2 DVD) avec Rosendo et Aurora Beltrán
- 2010 : En la memoria (acústico), (CD/DVD)
- 2012 : Quedan caminos por recorrer'' (album live)
- 2014 : Agur'' (album live)